# Фельдман, Александр Иванович
Алекса́ндр Ива́нович Фе́льдман (нем. Alexander Wilhelm Feldmann; 1790—1861) — генерал-адъютант, инженер-генерал, директор Инженерного департамента, член Военного совета.

## Биография
Родился 24 мая (4 июня) 1790 года, происходил из дворян Эстляндской губернии. В службу определён 9 октября 1806 года в Ревельскую инженерную команду кондуктором 2-го класса. 14 сентября 1810 года по окончании с отличием офицерских классов Инженерного училища произведён в инженер-подпоручики. Затем состоял при Санкт-Петербургской инженерной команде, откуда 6 декабря того же года переведён в Собственное Его Величества депо карт.
24 января 1812 года Фельдман был назначен помощником учителя фортификации и черчения в Санкт-Петербургское инженерное училище.
В 1813 году командирован в действующую армию, к которой присоединился у крепости Торна. Состоя в числе инженеров при штабе армии Беннингсена, Фельдман участвовал в укреплении Кульмской позиции, 6 и 7 октября находился в сражении под Лейпцигом и при занятии его, 27 октября — в сражении под Магдебургом, и с 11 декабря 1813 года по 20 мая следующего года состоял одним из ближайших участников блокады Гамбурга. За боевые отличия награждён орденами св. Анны 3-й степени (впоследствии переименованного в 4-ю степень) и св. Владимира 4-й степени с бантом.
По окончании Наполеоновских войн Фельдман в начале 1816 года состоял при Динабургской инженерной команде; в мае снова переведён в Санкт-Петербургскую инженерную команду; затем был назначен в Инженерное училище для практических занятий с офицерами по съёмке. 22 марта 1818 года произведён в штабс-капитаны; 3 июля 1819 года — в капитаны. Ко времени состояния и последней должности относится его изобретение особого геодезического инструмента, мензулы, за что в 1819 году он был Высочайше пожалован бриллиантовым перстнем.
21 марта 1821 году Фельдман был командирован за границу, в прусские крепости на Рейне — Кобленц и Кёльн, для усовершенствования по технической части в инженерном искусстве, и, по возвращении (8 октября 1822 года), 26 января 1823 года произведён за отличие в подполковники, а два года спустя назначен строителем укреплений Ревельского порта. Успешное и быстрое выполнение работ сразу выдвинуло Фельдмана в ряды наиболее талантливых инженеров. 8 ноября 1827 года за отличие пожалован в полковники.
5 октября 1829 года он командирован в Брест-Литовск для составления вновь проектов по постройке Брест-Литовских укреплений, в апреле 1831 года определён на должность окружного командира по морской строительной части, а 22 августа того же года назначен флигель-адъютантом к Его Императорскому Величеству. Ввиду особого монаршего доверия, Фельдману поручается пересмотр целого ряда проектов, планов и смет вновь строившихся крепостей по Западному округу, причем более сложные проекты составляются лично им. В 1832 году Фельдман был зачислен по общему списку инженерного корпуса,
6 декабря 1833 года произведён в генерал-майоры. 1 сентября 1836 года назначен вице-директором Инженерного департамента, в каковой должности и состоял более тринадцати лет.
Кроме прямых обязанностей по должности вице-директора, принимал участие в трудах по званию члена комиссии по построению Исаакиевского собора, за что в 1858 году награждён украшенной бриллиантами табакеркой с портретом Его Величества. 6 декабря 1844 года произведён в генерал-лейтенанты с назначением генерал-адъютантом к Его Императорскому Величеству.
23 сентября 1849 года назначен директором Инженерного департамента; 26 августа 1856 года произведён в инженер-генералы, а 26 октября 1859 года назначен членом Военного совета. В 1860 году праздновал 50-летний юбилей службы в офицерских чинах, причём получил Высочайший рескрипт на своё имя.
Рассматривая деятельность Фельдмана с 1836 года, то есть со дня назначения его вице-директором, затем директором Инженерного департамента и до оставления службы в Инженерном корпусе, необходимо отметить в нём редкого и выдающегося по уму и энергии деятеля, на долю которого выпало немало полезных реорганизаций в военно-инженерном ведомстве. Им, между прочим, был установлен выработанный до деталей хозяйственный порядок как для департамента, так и для учреждений и комиссий по производству инженерных работ в крепостях на юге и в Западном инженерном округе. Почти ежегодно Фельдман сопровождал императора Николая I при объездах вновь строившихся или перестраиваемых крепостей; с 1853 по 1856 год, во время Крымской войны, состоя членом целого ряда временных военных комитетов, он немало содействовал успеху их деятельности своими указаниями и распоряжениями по доведению пограничных крепостей до соответствующего оборонительного положения.
Поражённый 20 июля 1861 года параличом, он 31 августа умер в имении Ознаково Петергофского уезда, 10 сентября исключен из списков умершим. Погребён первоначально в селе Губаницы того же уезда, а впоследствии тело его было перевезено в Санкт-Петербург, на Смоленское лютеранское кладбище, где были впоследствии похоронены его сын Фёдор Александрович (1835—1902) и дочь Екатерина (1839—1879), баронесса Тизенгаузен.

## Награды
Среди прочих наград Фельдман имел ордена:
- Орден Святой Анны 3-й (4-й) степени (1814 год)
- Орден Святого Владимира 4-й степени с бантом (1814 год)
- Орден Святого Георгия 4-й степени (25 декабря 1833 года, за беспорочную выслугу 25 лет в офицерских чинах, № 4779 по кавалерскому списку Григоровича — Степанова)
- Орден Святого Владимира 3-й степени (1834 год)
- Орден Святого Станислава 1-й степени (1837 год)
- Орден Святой Анны 1-й степени (1840 год, императорская корона к этому ордену пожалована в 1844 году)
- Орден Святого Владимира 2-й ст. (1846 год)
- Орден Белого орла (1848 год)
- Орден Святого Александра Невского (31 октября 1849 года, алмазные знаки к этому ордену пожалованы в 1852 году)
- Орден Святого Владимира 1-й степени с мечами (1859 год)
- Прусский орден Красного орла 2-й степени (1835 год)